# Emil Theodor Kocher
Emil Theodor Kocher (Berna, 25 agosto 1841 – Berna, 27 luglio 1917) è stato un chirurgo svizzero, vincitore del Premio Nobel per la medicina nel 1909.
La nomina a professore ordinario all'età di 30 anni fu certamente il maggiore avanzamento di carriera di Kocher. Nei 45 anni in cui conservò questo ruolo egli pubblicò 249 articoli scientifici, formò numerosi medici e curò migliaia di pazienti. Apportò grandi contributi ai campi della chirurgia, della neurochirurgia, ma soprattutto dell’endocrinologia e della chirurgia della tiroide. Per il suo lavoro, tra i molti riconoscimenti, ricevette nel 1909 il Premio Nobel per la Medicina.

## Biografia

### Infanzia e formazione
Theodor Kocher nacque a Berna il 25 agosto 1841, secondo figlio di Jakob Alexander Kocher, ingegnere ferroviario, e Maria Kocher (nata Wermuth). Nel 1845 si trasferì a Burgdorf con la famiglia, dove iniziò gli studi. Dopo il conseguimento della maturità svizzera nel 1858, si iscrisse a Medicina presso l'Università di Berna, dove rimase particolarmente colpito da due docenti dell'epoca, Michael Anton Biermer e Hermann Askan Demme. Conseguì il dottorato nel marzo 1865 summa cum laude, discutendo una tesi sul trattamento della polmonite, avendo Biermer come relatore.
Nella primavera del 1865, Kocher seguì il suo Maestro Biermer a Zurigo, dove Theodor Billroth dirigeva un ospedale, dopodiché iniziò un viaggio attraverso l'Europa per conoscere i chirurghi più famosi dell'epoca. Nell'ottobre del 1865, quando si trovava a Berlino, si candidò per una posizione da assistente di Bernhard von Langenbeck e Rudolf Virchow, non venendo assunto. Si spostò quindi a Londra, dove conobbe Jonathan Hutchinson e lavorò per Henry Thompson e John Erichsen. Nel luglio 1867 incontrò a Parigi Auguste Nélaton, Auguste Verneil e Louis Pasteur. Durante questi viaggi, Kocher non solo apprese nuove tecniche, ma migliorò anche notevolmente il suo inglese, cosa che gli permise sempre di seguire i progressi medici del mondo anglosassone.
Tornato a Berna, Kocher scrisse una petizione indirizzata al ministro dell'istruzione, chiedendo di ricevere la venia docendi (abilitazione alla docenza universitaria), che ottenne. Divenne quindi assistente di Georg Lücke, che nel 1872 lasciò Berna per divenire professore a Strasburgo. Kocher sperava di succedergli, ma la facoltà suggerì Franz König, a causa dell'usanza in voga presso le università svizzere di nominare sempre professori di nazionalità tedesca. Tuttavia, un nutrito gruppo di studenti, assistenti e medici indirizzò una petizione al governo bernese per nominare Kocher al posto di König, con il supporto della stampa e di molti chirurghi famosi da altre parti del mondo, quali Billroth e Langenbeck. Sottoposto a questa notevole pressione da parte dell'opinione pubblica, il 16 marzo 1872 il governo nominò Kocher, all'età di 30 anni, Professore Ordinario di Chirurgia e Direttore della Clinica Chirurgica Universitaria dell'Ospedale Universitario di Berna (Inselspital).

### Vita personale
Nel 1869, Kocher sposò Marie Witschi-Courant, la figlia di un mercante, da cui ebbe tre figli, che educò personalmente e con cui amava giocare a tennis e cavalcare. Il maggiore, Albert (1872-1941), seguì le orme del padre, diventando Professore Associato di Chirurgia a Berna.
Come sua madre, Kocher fu un uomo profondamente religioso, appartenente alla Chiesa Moraviana. Fino alla fine della sua vita, egli attribuì tutti suoi successi e i suoi fallimenti a Dio, non senza la perplessità dei suoi colleghi. Kocher riteneva che l'ascesa del materialismo (soprattutto nella scienza) fosse un male e vi attribuì lo scoppio della Prima Guerra Mondiale.
Il pomeriggio del 23 luglio 1917, venne chiamato presso l'Ospedale per un'emergenza. Kocher eseguì l'intervento chirurgo, dopodiché iniziò a non sentirsi bene e si mise a letto, continuando a lavorare su alcuni appunti scientifici. Poco dopo, perse conoscenza e morì il 27 luglio.

## Carriera

### I primi anni
Kocher ottenne notorietà internazionale nel 1870 per il suo metodo di riduzione delle lussazioni di spalla, che poteva essere eseguito da un solo medico ed era notevolmente più sicuro e indolore delle metodiche allora in uso. Nello stesso periodo egli condusse anche degli studi sui proiettili e su come potessero causare fratture ossee, dimostrando che i proiettili di calibro minore erano meno dannosi e raccomandando l'uso di proiettili a velocità inferiori.

### Gli anni a Berna
Diventato professore, Kocher notò fin da subito la necessità di modernizzare l'Ospedale Universitario di Berna: l'edificio dove sorgeva non rispettava gli standard dell'epoca ed era inoltre troppo piccolo, con la metà dei pazienti che venivano rifiutati per mancanza di letti. Nella primavera del 1878, egli visitò alcune istituzioni europee per trarne dei suggerimenti per l'ammodernamento del suo ospedale e successivamente scrisse una lettera con le sue proposte, indirizzata al governo bernese, in cui dava suggerimenti anche sugli accorgimenti architettonici. Avendo ricevuto una proposta di lavoro presso l'Università di Praga, egli la usò per richiedere che le sue condizioni fossero rispettate: sarebbe rimasto a Berna solo se gli avessero fornito i fondi sufficienti a rinnovare il vecchio ospedale oppure lo avessero trasferito in una nuova sede, dove avesse avuto a sua disposizione almeno 75 letti. Tutte le sue richieste furono accontentate e nel 1885 fu inaugurata la nuova sede dell'ospedale.

### Asepsi
Non è chiaro se Kocher conobbe direttamente Joseph Lister, pioniere dell'asepsi in chirurgia, ma egli vi intrattenne sicuramente una corrispondenza. Egli aveva riconosciuto fin da subito l'importanza delle tecniche asettiche e le introdusse ai suoi colleghi. Kocher investigava la causa di ogni infezione della ferita e si premurava di rimuovere ogni potenziale fonte di infezione, vietando per questo motivo ai visitatori di assistere ai suoi interventi chirurgici.

### Contributi alla neurochirurgia
Kocher contribuì significativamente al campo della neurochirurgia, studiando in particolar modo la pressione intracranica e i traumi cranici. Inoltre, investigò le cause dell'epilessia e scoprì che in alcuni casi poteva essere dovuta a un tumore cerebrale che poteva essere rimosso. Egli ipotizzò che l'epilessia fosse collegata a un aumento della pressione intracranica e che drenare il liquido cefalorachidiano potesse curarla.
Il chirurgo statunitense Harvey Cushing passò diversi mesi nel 1900 a Berna da Kocher, eseguendo interventi di neurochirurgia e osservando per la prima volta il cosiddetto riflesso di Cushing, che descrive la relazione esistente tra pressione sanguigna e pressione intracranica. Più tardi, Kocher scoprì che la craniectomia decompressiva è un efficace metodo per ridurre la pressione intracranica.

### Contributi alla chirurgia della tiroide
La chirurgia della tiroide, che era eseguita principalmente per il trattamento del gozzo e prevedeva la tiroidectomia totale laddove possibile, era considerata una branca rischiosa quando Kocher vi si approcciò. Alcune stime pongono la mortalità della tiroidectomia a circa il 75% nel 1872. Era considerata una delle operazioni chirurgiche più pericolose e in Francia era addirittura vietata dall'Accademia della Medicina. Tramite l'applicazione di moderne tecniche di asepsi e di trattamento della ferita e la minimizzazione delle perdite ematiche e la sua tecnica precisa e lenta, Kocher ridusse la mortalità di questo intervento a meno dello 0,5% nel 1912. Allora Kocher aveva eseguito più di 5000 tiroidectomie. Il suo successo, anche confrontato con i risultati ottenuti da Theodor Billroth, che pure eseguiva questo intervento, è così descritto dal chirurgo William Stewart Halsted:
(William Stewart Halstead, The operative story of goitre, Johns Hopkins Hosp Rep 1919;19:71-257)
Kocher ed altri scoprirono poi che la rimozione completa della tiroide poteva condurre a cretinismo (da Kocher chiamato cachexia strumipriva), causato da una deficienza di ormoni tiroidei. Il fenomeno fu riportato per la prima volta a Kocher nel 1874 dal medico di famiglia August Fletscherin e poi nel 1882 da Jacques-Louis Reverdin e dal suo assistente August Reverdin nell'ambito di un congresso a Ginevra. Kocher allora tentò di contattare 77 dei suoi 102 ex pazienti e trovò segni di decadimento mentale e fisico in tutti quelli in cui era stata asportata completamente la ghiandola. Ironicamente, era proprio grazie alla sua precisione che era possibile asportare la tiroide completamente, causando il cretinismo.
Kocher giunse alla conclusione che la rimozione totale della tiroide (eseguita all'epoca, poiché le funzioni della ghiandola non erano note) non fosse consigliabile, scoperta che rese nota il 4 aprile 1883 durante una conferenza tenuta alla Società Tedesca di Chirurgia e poi pubblicata nello stesso anno. Reverdin aveva già reso pubbliche le sue scoperte nell'ottobre del 1882 e continuò a lavorarvi, tuttavia Kocher non riconobbe mai il suo contributo. Le reazioni alla conferenza di Kocher furono contrastanti, con alcuni che ritenevano che il gozzo e il cretinismo fossero diversi stadi di una stessa malattia e che il cretinismo si sarebbe verificato indipendentemente dalla rimozione della ghiandola nei casi da lui descritti. A lungo andare, tuttavia, le sue osservazioni portarono a una maggiore comprensione della funzione della tiroide e furono tra i primi indizi di una connessione tra la tiroide e il cretinismo congenito. Queste scoperte resero infine possibile la terapia sostitutiva con ormoni tiroidei per una varietà di patologie.

### Altri contributi alla scienza
Kocher pubblicò articoli su molti altri aspetti della medicina, inclusa l'emostasi, i trattamenti antisettici, le malattie infettive di interesse chirurgico, le ferite da arma da fuoco, l'osteomielite acuta, lo strozzamento delle ernie e la chirurgia addominale. I soldi della vincita del Premio Nobel lo aiutarono a costituire il Kocher Institute a Berna.
Diversi strumenti (incluso il craniometro) e tecniche chirurgiche (come la manovra di Kocher e l'incisione di Kocher) portano il suo nome. A lui è anche accreditata l'invenzione della pinza di Kocher nel 1882, da lui utilizzata per prevenire perdite ematiche durante la chirurgia.
Nel corso della sua vita Kocher fu autore di 249 tra articoli scientifici e libri e supervisionò più di 130 dottorandi. Fu rettore dell'Università di Berna dal 1878 al 1903. Fu presidente delle associazioni dei medici Bernesi e Svizzeri e cofondatore e primo presidente della Società Svizzera di Chirurgia nel 1913.
Nel 1904-1905 fondò una clinica privata, chiamata "Ulmenhof", con 25 letti, dove si occupava dei pazienti più benestanti, in molti casi di provenienza internazionale. Curò anche la moglie di Lenin, Nadežda Krupskaja, che fu operata a Berna nel 1913.